# ماتانی
ماتانی (به لاتین: Matani) یک منطقهٔ مسکونی در گرجستان است که در شهر اخمتا واقع شده‌است. ماتانی ۴٬۴۵۱ نفر جمعیت دارد و ۵۷۰ متر بالاتر از سطح دریا واقع شده‌است.